# Врачанска епархия
Врачанската епархия е епархия на Българска православна църква със седалище в град Враца и архиерейски наместничества в Бяла Слатина, Оряхово.

## История
Епархията е създадена като епископия в рамките на Търновската митрополия в 1781 година. Дотогава Врачанската каза е директно подчинена на Търновската митрополия, а за известно време във втората половина на XVIII век на Видинската митрополия.

## Врачански епископи на Вселенската патриаршия
- Серафим (избран през 1781 г.[3], починал през 1794 г.[4])
- Софроний (1794 – 1803)
- Антим (май 1804[5] – 1813)
- Методий (средата на 1813 – 1833)[6]
- Агапий (1833 – 1849)
- Партений (избран на 26 октомври 1849 г., уволнен в 1852 г.)[7]
- Доротей (избран в 1852 г., преместен в 1860 г.)[7]
- Паисий (избран на 12 ноември 1860 г., преместен през 1872 г.),[8] през 1865 година бяга в Цариград и в епархията е изпратен патриаршески екзарх,[9] на 21 март 1866 година заминава обратно за епархията си[10]
- Неофит (октомври 1872 г. – юли 1882 г.)

## Врачански митрополити на Българската екзархия
- Аверкий Петрович (1873 – 1874)
- Константин (1884 – 1912)
- Климент (1914 – 1930)
- Паисий (1930 – 1974)
- Калиник (1974 – 1992)
- Игнатий Знеполски (1992 – 29 май 1994) временно-управляващ
- Игнатий Врачански (29 май 1994 – 1 октомври 1998)
- Калиник (1 октомври 1998 – 26 декември 2016)
- Григорий (12 март 2017 – )

## Манастири
- Бистрецки манастир „Свети Иван Рилски“
- Градешнишки манастир „Свети Йоан Предтеча“
- Струпецки манастир „Свети Илия“
- Черепишки манастир „Успение Богородично“

Недействащи
- Долнобешовишки манастир „Свети Архангел Михаил“
- Мътнишки манастир „Свети Николай“

## Храмове

### Катедрален храм
- „Свети Апостоли“, Враца.

### Храмове по духовни околии
- Врачанска духовна околия
- Бялослатинска духовна околия
- Оряховска духовна околия

- - Митрополитски храм „Свети Николай“
  - Възнесенска църква храм-паметник „Свети Софроний Епископ Врачански“
  - Храм „Свети Царей“
  - Храм „Вси Светии“